# 愛情沒有來的時候2
《愛情沒有來的時候2》（英語：2），香港電視廣播有限公司時裝愛情音樂電影，是《愛情來的時候》、《愛情來的時候2》《愛情沒有來的時候》的續集，由洪永城、林師傑、譚凱琪及戴祖儀領銜主演，並由楊烈及蔡湘宜聯合主演。於2021年8月5日香港時間星期日20:30-22:30於翡翠台首播，於2022年2月8日10:35-12:40重播。此電視電影主要在台灣台南取景拍攝。